# Woodbine Parish
Woodbine Parish (Londres 14 de septiembre de 1796 –  St. Leonards Sussex, 16 de agosto de 1882) fue un comerciante, diplomático y viajero británico.
Sirvió como Diplomático Británico en Buenos Aires de 1825 a 1832. Firmó el Tratado de Amistad, Comercio, y Navegación con Argentina el 2 de febrero de 1825, también acompañando el reconocimiento oficial de parte de Gran Bretaña de la Independencia Argentina. 
Con Joseph Barclay Pentland, inspeccionó una parte grande de los Andes Bolivianos entre 1826 y 1827. Publicó "Buenos Ayres y las Provincias del Río del Plata" en (Londres, 1839). Sirvió como el Comisionado Principal en Nápoles de 1840 a 1845. Mantuvo correspondencia epistolar con Charles Darwin. 

## Recursos
- Darwin Online Correspondence Database
- Famous Americans
- Todo es historia: Woodbine Parish y el Tratado de 1825

- Datos: Q8032383
- Multimedia: Woodbine Parish / Q8032383